# Vinci Immobilier
 (août 2016).
Si vous disposez d'ouvrages ou d'articles de référence ou si vous connaissez des sites web de qualité traitant du thème abordé ici, merci de compléter l'article en donnant les références utiles à sa vérifiabilité et en les liant à la section « Notes et références ».
Vinci Immobilier, filiale du groupe Vinci, est un des principaux acteurs de la promotion immobilière en France. Implanté sur tout le territoire, Vinci Immobilier est présent sur les deux grands secteurs du marché : l'immobilier résidentiel (logements et résidences gérées) et l'immobilier d'entreprise (bureaux, hôtels, commerces), s'adressant ainsi aux investisseurs, institutionnels et aux particuliers. Vinci Immobilier commercialise également via un pôle dédié des services de conseil et de gestion d'immeubles. Elle exploite par ailleurs des résidences seniors et étudiants par le biais de ses filiales Ovelia et Student Factory.
En 2024, son chiffre d'affaires est de 1 143 millions d'euros. 

## La société

### Histoire
La société Vinci Immobilier est née du regroupement, en 2005, des deux filiales immobilières (Sorif et Elige) du groupe Vinci.

### Effectifs et implantations territoriales
La société regroupe actuellement 1 731 collaborateurs en 2024. Son activité se répartit en sept directions régionales : Île-de-France, Rhône-Alpes Auvergne, Méditerranée, Nord-Champagne-Picardie, Sud-Ouest, Bretagne Pays-de-la-Loire Centre, Alsace-Lorraine Bourgogne.

## Activités

### Logements
Vinci Immobilier conçoit, réalise et commercialise des appartements neufs adaptés aux primo-accédants, accédants et investisseurs. Ces projets sont conçus pour permettre aux acheteurs de profiter des dispositifs fiscaux en vigueur (dispositif Pinel et amendement Bouvard).

### Résidences gérées
Vinci Immobilier réalise partout en France différents types de résidences gérées : résidence services seniors, résidences étudiants et résidences médicalisées (EHPAD).
Ces résidences permettent d’investir en immobilier locatif grâce au dispositif prévu par l'amendement Bouvard, et de bénéficier ainsi d’avantages fiscaux.
En février 2014, Vinci Immobilier a pris une participation majoritaire dans la société OVELIA, spécialisée dans l'exploitation de résidences services seniors. Vinci Immobilier a également créé sa filiale Student Factory spécialisée dans les résidences étudiants.

### Bureaux, commerces et hôtels
L'entreprise conçoit, réalise et commercialise des immeubles de bureaux neufs adaptés aux exigences des investisseurs et utilisateurs.
Elle réalise également des surfaces commerciales en centre-ville ou en périphérie, en collaboration avec les enseignes qui souhaitent s’implanter ou avec les collectivités locales.
Elle propose aussi des projets hôteliers.

### Services immobiliers
Vinci Immobilier Services apporte à sa clientèle d'entreprises ou de particuliers des services :
- Property Management et syndic de copropriété d'immeubles tertiaires
- Le conseil, analyse et stratégie immobilière

### Aménagements et projets mixtes
Vinci Immobilier réalise des projets d’aménagement en ville et centre-ville aux côtés des collectivités locales et des investisseurs. Vinci Immobilier réalise ainsi des quartiers mixtes, associant bureaux, logements et équipements.